# Ливень (фильм, 1974)
«Ливень» — советский художественный фильм, поставленный режиссёром Борисом Яшиным и снятый в 1974 году.

## Сюжет
Первая часть фильма решена в чёрно-белом изображении. Действие начинается в конце зимы 1945 года. Военнопленная Саша и хромой солдат Иван Михеев возвращаются из Польши на Родину. Они едут в городок у Плещеева озера, где перед войною в монастыре работал музей. Не найдя родных, Саша и Михеев идут на станцию узкоколейной железной дороги. Михеев пешком уходит в село, а Саша остаётся ждать поезда. Её везёт в кабине паровоза машинист Николай, комиссованный из армии после осколочной раны. По пути молодой машинист откровенно пристаёт к Саше, отчего она вынуждена выпрыгнуть на ходу из паровоза.
Кузнец Михеев вернулся домой к семье. Деревня пуста, бабы все в лесу на работе. Они рубят сосны и собирают живицу как сырьё для химической промышленности, и поезд отвозит её в бочках в город. Лесник Серафим нашёл Сашу в зарослях и принёс в сторожку. После контузии в боях под Москвой Серафим онемел, поэтому работает в тылу. Сходив по окрестным деревням, лесник не отыскал Сашиной тётки, поэтому предлагает Саше остаться у него в избе.
Вторая часть кинофильма — цветная. Приходит весна. Лесник обучает Сашу охоте, водит по лесам и берегам озера. Идёт хозяйственная жизнь в лесной сторожке. Как-то раз Серафим спасает Сашу, упавшую с мостков в реку Нерль. Машинист Николай, увидев такую сцену с лодки, глумливо оскорбляет Сашу, но получает отпор от лесника.
Саша приходит к кузнецу Михееву и рассказывает о своём житье. Тот спрашивает про тётку, которая так и не отыскалось, и предполагает, что тётка с самого начала была выдумкой. Кузнечиха возмущена приходом незнакомой девушки. Заглянувшая к ним вдовая бригадирша Павла Дмитровна замечает, что «оно так и бывает: тёток ищут, а дядьки находятся». Саша чужая в этих местах, о ней распускают слухи, ей завидуют, её чураются. Она постепенно становится лесничихой, стирает бельё, печёт хлеб, готовит картофель. Она задаётся вопросом, не обидела ли она селянок своим личным счастьем, «заполучив» лесника и отняв у каждой из них мечту о счастливой жизни с возможным мужем. После косых взглядов и слухов Саша уходит из лесной сторожки. Погода портится и начинается ливень. По пути девушку случайно встречает Павла Дмитровна и спрашивает, позволительно ли бросать Серафима.
Саша в деревне. Там пусто — все на работе в лесу, только из громкоговорителя доносится праздничная музыка. По радио звучит сообщение о подписанной капитуляции немецкой армии, о завершении войны и Победе.

## В ролях
- Светлана Дирина — Саша

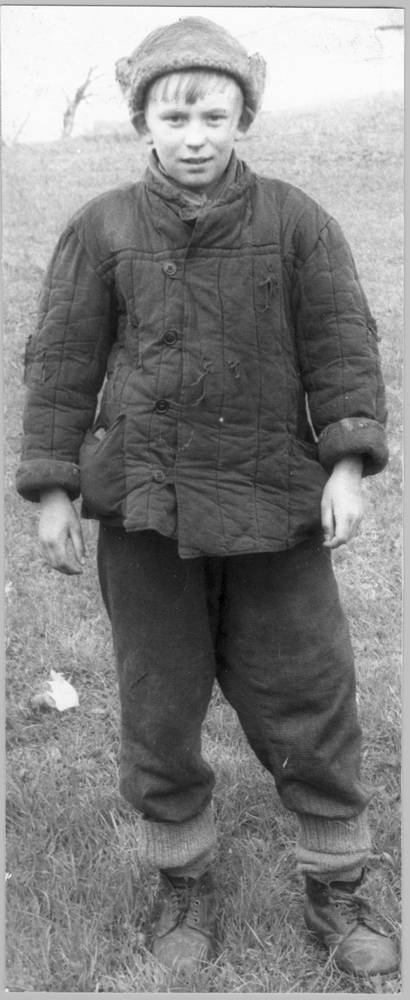
Александр Журавлёв в роли мальчика Егорки в перерыве между съёмками близ города Переславля

- Николай Олялин — Серафим, фронтовик, немой лесник
- Юрий Назаров — Иван Михеев, фронтовик
- Валентина Березуцкая — жена Михеева
- Глеб Стриженов — Борис, железнодорожник
- Даниил Нетребин — Афоня, железнодорожник
- Людмила Зайцева — Павла
- Николай Ерёменко (мл.) — Колька, машинист
- Мария Скворцова — Кудиниха, жительница села
- Зинаида Адамович — сторож музея

## Производство
Фильм снимался в 1974 году в селе Лыченцы, в посёлке Купанское, в городе Переславле, которые послужили местом событий картины, а также в павильонах киностудии «Мосфильм».
На роль двенадцатилетнего мальчика Егорки был выбран ученик 7-го класса переславльской школы № 1 Александр Журавлёв.

## Критические отзывы
По отзывам журнала «Советский экран», вычурная красивость и затянутая красочность в фильме получили больше внимания, чем правдивое отражение жизненной ситуации. Режиссёр, увлекаясь наружными эффектами красивых пейзажей, превращает многоплановый кинофильм в незавершённую мелодраму о взаимной ревности.